# 김준환 (축구 선수)
김준환(한국 한자: 金晙煥, 1988년 1월 1일 ~ )은 대한민국의 전 축구 선수이며, 포지션은 공격수였다.

## 참고 자료
- 김현회 | '복싱 챔피언에서 K리거로' 김준환의 기막힌 축구 인생